# Difosfor trisulfid
Fosforni sulfidi su familija neorganskih jedinjenja koja sadrže samo fosfor i sumpor. Ta jedinjenja imaju formulu P4Sx with x ≤ 10. Dva jedinjenja ove grupe su od komercijalnog značaja, fosfor pentasulfid (P4S10), koji se proizvodi u kilotonskim razmerama radi produkcije drugih organosumpornih jedinjenja, i fosfor seskvisulfid (P4S3), koji se koristi u produkciji šibica.
Postoji nekoliko drugih fosfornih sulfida pored P4S3 i P4S10. Šest fosfornih sulfida se javlja u vidu izomera: P4S4, P4S5, P4S6, P4S7, P4S8, i P4S9. Ti izomeri se označavaju sa grčkim slovima kao prefiksima. Prefiks je baziran na redosledu otkrića izomera, a ne na njihovoj strukturi. Svi poznati molekularni fosforni sulfidi sadrže tetraedralni niz od četiri atoma fosfora. P4S2 je isto tako poznat ali je nestabilan iznad −30 °C.